# あべのand
- 天王寺 > あべのand
- 近鉄百貨店 > あべのハルカス近鉄本店 > あべのand

あべのand（あべのアンド）は、大阪府大阪市阿倍野区で近鉄百貨店の商業開発本部が運営するファッションビルである。

## 概要
名称の「and」は「Abeno Natural Days」の略である。ロゴマークは名称にちなみアンパサンドをモチーフとしたもの。
2000年に開業したあべのHoopの南隣に建設され、Hoopに出店していたあべのロフトや無印良品など有力テナントを移転・拡張させる形で開業した。北側のあべのハルカスおよびHoopとの間では歩行者動線が確保されている。ただし、あべのハルカスとHoopはペデストリアンデッキで直結している一方、Hoopとandは直結していないため、公道を渡る必要がある。
近鉄百貨店阿倍野店（現・あべのハルカス近鉄本店）の建て替え工事期間中、近鉄百貨店グループの売上減少を抑え、また入居テナント維持のため、阿倍野店本館やHoopから一部のテナントが移転・営業していた。あべのハルカス完成後は、あべのハルカス近鉄本店・Hoop・andの「3館体制」を強化し、幅広い客層を取り込んでいる。

## ストアコンセプト
Abeno Natural Daysをキーコンセプトとして、大阪第3のターミナルである阿倍野・天王寺地区の都市としての側面と同地区に住む人の普段着感覚をミックスさせた「都市生活素材館」として、「都市型商業機能」と「デイリーユース機能」の両面を持つ商業施設と位置づけられている。

## 主なテナント
詳細は、公式サイトのショップガイドを参照。
キーテナント
- カインズ - 1階・2階の南半分を占める核テナント。カインズとしては大阪市内初の店舗である。
- マナベインテリアハーツ - 3階の南半分を占める核テナント。

雑貨
- アシックス ウォーキング
- マリメッコ
- サムソナイト

ファッション、化粧品
- graniph
- ウンナナクール
- マリン フランセーズ
- アーバンリサーチ ドアーズ
- ロクシタン
- L・L・ビーン

カルチャー、サービス
- ワールドカレンシーショップ（外貨両替） - 近鉄百貨店阿倍野店本館から移転オープン
- 近畿日本ツーリスト関西
- 近鉄文化サロン阿倍野 - アベノセンタービルから移転・拡張オープン
- ABCクッキングスタジオ - 2017年3月31日で一旦「あべのandスタジオ」を閉鎖し、2017年3月10日より天王寺ミオプラザ館3Fに「天王寺MIOスタジオ」として移転オープン（本コースレッスンは「天王寺MIO」スタジオがオープン後も、2017年3月31日まであべのandスタジオで開講）[1][2]。その後リニューアルの上で2018年11月16日に再オープンした[3]。

食料品・飲食店
- 成城石井
- カフェ & ミール ムジ（カフェ）
- カフェモロゾフ（カフェ）
- 甘党まえだ（甘味喫茶）

### 過去に出店していたテナント
- あべのロフト - あべのHoopから移転オープン。1階 - 3階の南半分を占める核テナントであったが、2024年6月16日にandでの営業を終了し、同年7月12日にあべのハルカス近鉄本店ウイング館7階に再移転した。跡地のうち1階・2階にはカインズが、3階にはマナベインテリアハーツが2024年9月4日にオープン。
- 近鉄旅行サロン あべのand店 - 前身の近鉄百貨店阿倍野店旅行館が移転オープン
近鉄百貨店が2010年2月に旅行業から撤退[4]したことにより閉店。跡地には、同じ近鉄グループの「KNTツーリスト あべのand営業所」（現：近畿日本ツーリスト個人旅行 あべのand営業所）が2010年3月9日にオープンした。
- ZoffPlusあべのand店 - 2011年4月10日で閉店し、同年4月26日にあべのキューズモールへ移転オープン。
- シェール プナ
- エロディ・ネルソン
- ファブリーケ パー A.P.J.
- ナッツ ベリー（カフェ）
- カフェクレッソ（カフェ）
- TOILO×TANITACAFE
- 大阪府パスポートセンター阿倍野分室・写真室 - 近鉄百貨店阿倍野店本館から移転オープンしたが、2014年9月30日に廃止。
- 無印良品 - あべのHoopから移転オープンしたが、2016年10月31日で閉店し、2016年11月25日にあべのハルカス近鉄本店ウイング館2階へ移転オープン
- シップス - 2019年3月20日に閉店し、あべのHoopへ移転。跡地には成城石井が2019年7月18日にオープンした。

## アクセス

### 道路
- 大阪府道30号大阪和泉泉南線（あべの筋） - 阿倍野筋2丁目交差点から東折

### 鉄道
- 近鉄南大阪線・大阪阿部野橋駅 - 阿倍野口よりHoopを抜けてすぐ。
- 西日本旅客鉄道（JR西日本）大阪環状線・関西本線（大和路線）・阪和線天王寺駅 - 南口より徒歩約5分
- Osaka Metro御堂筋線・谷町線天王寺駅 - 9号出口より徒歩約3分
- 阪堺電車上町線天王寺駅前駅 - 歩道橋及び地下道より徒歩

### バス
- 大阪シティバスあべの橋バス停から徒歩。